# Chim Chim Cher-ee
Chim Chim Cher-ee ist ein Lied, das Robert B. Sherman und Richard M. Sherman für den Film Mary Poppins schrieben. Es wurde 1964 veröffentlicht und im Film von Dick Van Dyke und Julie Andrews interpretiert. Die deutsche Version wurde von Monika Dahlberg und Harry Wüstenhagen gesungen. Die Sherman-Brüder gewannen für ihren im Walzer-Takt angelegten Song 1965 den Oscar in der Kategorie Bester Song. Robert B. und Richard M. Sherman erhielten auch den Oscar für die Beste Original-Musik. Die Inspiration zum Lied stammt von der Zeichnung des Drehbuchautors Don DaGradi, die einen Schornsteinfeger zeigt, der den Leuten der Überlieferung nach Glück bringt.

## Coverversionen
Das Lied wurde oft gecovert. Der Jazz-Musiker John Coltrane coverte es 1965 auf dem Album The John Coltrane Quartet Plays. Duke Ellington veröffentlichte eine Langspielplatte mit Liedern aus Mary Poppins, Duke Ellington Plays Mary Poppins.
Louis Armstrong veröffentlichte das Lied auf Disney Songs The Satchmo Way.
Rex Gildo und Johanna von Koczian sangen es auf Deutsch.